# Sierpniówka
Sierpniówka – zwyczajowa nazwa dekretu Polskiego Komitetu Wyzwolenia Narodowego (PKWN) z dnia 31 sierpnia 1944 roku o wymiarze kary dla faszystowsko-hitlerowskich zbrodniarzy winnych zabójstw i znęcania się nad ludnością cywilną i jeńcami oraz dla zdrajców Narodu Polskiego, ustalającego kary za współpracę z niemieckim okupantem.

## Opis
Ten krótki objętościowo dekret objął pełny katalog zbrodni wojennych oraz niektórych przestępstw przeciwko ludzkości, z uwzględnieniem norm prawa międzynarodowego. Przewidywał on sankcję bezwzględnie oznaczoną (tzn. ściśle określającą wymiar kary za dane przestępstwo, niepozostawiającą sądowi żadnej możliwości wyboru ani jej rodzaju, ani wysokości) w postaci kary śmierci za zabójstwa, znęcanie się i innego typu prześladowanie ludności cywilnej i jeńców wojennych oraz działanie na szkodę osób przebywających na obszarze państwa polskiego, w szczególności przez ujęcie lub wywożenie osób poszukiwanych bądź prześladowanych przez niemieckie władze okupacyjne (art. 1). Przewidziano również karę więzienia do lat 15 lub karę dożywotniego więzienia za szantaż z żądaniem okupu za zaniechanie donosu do władz niemieckich (art. 2). Wyłączono możliwość powołania się na stan wyższej konieczności (art. 3). Na równi z dokonaniem karaniu podlegały także usiłowanie, podżeganie i pomocnictwo (art. 4). Za przestępstwa objęte sierpniówką sąd obligatoryjnie orzekał ponadto utratę praw publicznych i obywatelskich praw honorowych oraz przepadek całego mienia skazanego na rzecz Skarbu Państwa, a ponadto mógł orzec przepadek całego lub części mienia małżonka oraz dzieci skazanego (art. 5). Czyny wymienione w dekrecie były karalne już wcześniej, a dekret zaostrzał jedynie odpowiedzialność za nie. Przepisy sierpniówki miały zastosowanie do czynów popełnionych w dniach 1 września 1939 – 9 maja 1945 (art. 9), co z uwagi na łamanie zasady lex retro non agit zrodziło pewne polemiki wśród prawników. Pojawiały się opinie, że stosowanie tej reguły prawnej w odniesieniu do zbrodniarzy i kolaborantów hitlerowskich nie jest możliwe, jako sprzeczne z podstawowymi zasadami moralności oraz społecznym poczuciem sprawiedliwości, domagającym się odstąpienia wobec nich od klasycznych zasad praworządności i zastosowania prawa wyjątkowego, przejawiającego się m.in. w wymierzaniu im drastycznie surowych kar. Wyrazem tej koncepcji było również przekazanie rozpatrywania przestępstw objętych sierpniówką do właściwości specjalnych sądów karnych (art. 7), które powołał do życia dekret PKWN z dnia 12 września 1944 r. o specjalnych sądach karnych dla spraw zbrodniarzy faszystowsko-hitlerowskich. Miały one pewne cechy charakterystyczne dla sądów doraźnych, takie jak: obowiązkowe aresztowanie oskarżonego, skrócenie terminów procesowych (akt oskarżenia musiał zostać wniesiony w ciągu 14 dni od momentu ujęcia podejrzanego, a termin rozprawy wyznaczony w ciągu 48 godzin od otrzymania aktu oskarżenia) oraz brak jakichkolwiek środków odwoławczych. W sprawach rozpatrywanych przez specjalne sądy karne nie prowadzono śledztwa, a jedynie dochodzenie. Wyrok, wydawany natychmiast po naradzie sądu, był ostateczny i nie podlegał zaskarżeniu. Jedynie w przypadku orzeczenia kary śmierci skazanemu przysługiwało prawo wniesienia prośby o ułaskawienie do Przewodniczącego Krajowej Rady Narodowej. Specjalne sądy karne funkcjonowały jedynie przez 2 lata – zostały zniesione na mocy dekretu Tymczasowego Rządu Jedności Narodowej z dnia 17 października 1946 r. o zniesieniu specjalnych sądów karnych, a sprawy należące do ich właściwości przekazane sądom okręgowym.
Sierpniówka była jednym z pierwszych na świecie aktów prawnych dotyczących odpowiedzialności karnej za zbrodnie wojenne popełnione w czasie II wojny światowej. Dekret ten miał swoich poprzedników zarówno wśród aktów prawnych rządu RP na uchodźstwie, jak i w prawie ZSRR oraz w tzw. armii Berlinga (Polskich Siłach Zbrojnych w ZSRR). 30 marca 1943 r. Prezydent RP na uchodźstwie Władysław Raczkiewicz wydał dekret o odpowiedzialności karnej za zbrodnie wojenne – był to pierwszy na świecie akt legislacyjny w przedmiocie zbrodni wojennych. Pierwowzór sierpniówki został wprowadzony w życie 30 maja 1944 r. w Polskich Siłach Zbrojnych w ZSRR, przy czym tekst zastosowany w wojsku był dokładnym tłumaczeniem radzieckiego dekretu z dnia 19 kwietnia 1943 r. o odpowiedzialności za szpiegostwo i ludobójstwo na jeńcach i ludności cywilnej.

## Okres obowiązywania i nowelizacje
Przepisy dekretu obowiązywały w polskim prawie karnym od 13 września 1944 r. Zostały częściowo zmienione dekretem Rządu Tymczasowego Rzeczypospolitej Polskiej z 16 lutego 1945 r. Art. 1 § 1 sierpniówki w brzmieniu po nowelizacji z 1945 r. (dotychczasowa treść art. 1) zarówno za branie bezpośredniego udziału w dokonywaniu zabójstw, znęcaniu się i prześladowaniach (lit. a), jak i za działanie na szkodę osób poszukiwanych lub prześladowanych przez ich ujęcie, wywożenie lub prześladowanie (lit. b) w dalszym ciągu przewidywał karę śmierci jako jedyną możliwą sankcję za te przestępstwa. Po nowelizacji można było skazać na karę śmierci również sprawcę, który działał w inny sposób niż przewidziany w art. 1 § 1 dekretu na szkodę Państwa Polskiego lub osób spośród ludności cywilnej bądź też jeńców wojennych (dodany art. 1 § 2). W tej sytuacji sąd miał jednak możliwość wymierzenia kary więzienia od lat 3 do 15, kary dożywotniego więzienia albo kary śmierci. Natomiast za wymuszenie świadczeń od osób poszukiwanych lub prześladowanych pod groźbą ujęcia lub oddania ich pod groźbą ujęcia lub oddania ich w ręce władz okupacyjnych albo za inne działania na szkodę tych osób przez wyzyskiwanie ich położenia, wytworzonego przez okupację, po nowelizacji groziła kara więzienia od lat 3 do 15 lub kara dożywotniego więzienia.
Ostateczny kształt normatywny omawiany akt prawny przyjął w wyniku nowelizacji dekretem TRJN z dnia 10 grudnia 1946 r. Obok nowej numeracji jednostek redakcyjnych (m.in. dotychczasowa treść art. 1 § 2 stała się art. 2, art. 2 stał się art. 3, a w art. 1 dotychczasowe litery zastąpiono punktami 1 i 2), rozszerzono odpowiedzialność karną za przestępstwa przewidziane w sierpniówce, zmieniając brzmienie sformułowania „kto idąc na rękę władzy okupacyjnej niemieckiej” na „kto idąc na rękę władzy państwa niemieckiego lub z nim sprzymierzonego”, aby móc karać także za działalność na rzecz państw Osi, która miała miejsce zanim doszło do wybuchu II wojny światowej i okupacji niemieckiej ziem polskich lub gdy już ona ustała. Takie brzmienie przepisów dekretu teoretycznie umożliwiało ściganie i karanie również zbrodniarzy sowieckich za czyny popełnione w okresie pozostawania Związku Socjalistycznych Republik Radzieckich w sojuszu z III Rzeszą, tj. od podpisania paktu Ribbentrop-Mołotow w sierpniu 1939 r. do wybuchu wojny niemiecko-radzieckiej w czerwcu 1941 r. Jednak w warunkach państwa satelickiego ZSRR, jakim była Polska Ludowa, sierpniówki nie można było stosować do zbrodniarzy sowieckich. Zupełnie nową regulacją był natomiast znowelizowany art. 4, w myśl którego karalny stał się udział w organizacji przestępczej, powołanej lub uznawanej przez władze państwa niemieckiego lub z nim sprzymierzonego albo przez zrzeszenie polityczne, które działało w interesie państwa niemieckiego lub z nim sprzymierzonego. § 1 tego artykułu uznawał tego typu czyn za zbrodnię zagrożoną karą więzienia na czas nie krótszy od lat 3 lub dożywotnio albo karą śmierci. Jako organizację przestępczą w art. 4 § 2 zdefiniowano organizację, która miała na celu popełnianie zbrodni przeciwko pokojowi, zbrodni wojennych lub zbrodni przeciwko ludzkości, albo która, mając inny cel, dążyła do jego osiągnięcia przez popełnianie tego typu zbrodni. Oprócz tego w art. 4 § 3 wyliczono przykładowe organizacje przestępcze, do których już sama przynależność była karalna. Były to: Narodowosocjalistyczna Niemiecka Partia Robotników (niem. Nationalsozialistische Deutsche Arbeiterpartei, skr. NSDAP) – tylko na stanowiskach kierowniczych, Sztafety Ochronne (niem. Schutzstaffel, skr. SS), Tajna Policja Państwowa (niem. Geheime Staatspolizei, skr. Gestapo) i Służba Bezpieczeństwa (niem. Sichercheistdienst, skr. SD). W ten sposób dostosowano polskie prawodawstwo karne do wyroków Międzynarodowego Trybunału Wojskowego w Norymberdze, który uznał za przestępstwo samą przynależność do SS, Gestapo i SD oraz pełnienie wszelkich stanowisk kierowniczych w NSDAP. Jednakże sierpniówka, poprzez jedynie przykładowe wyliczenie organizacji przestępczych, dawała sądom polskim prawo do uznawania za przestępcze również innych organizacji, niewymienionych w wyrokach trybunału norymberskiego. Sądy polskie (w szczególności Najwyższy Trybunał Narodowy oraz Sąd Najwyższy), oprócz organizacji wymienionych w dekrecie, uznały za przestępcze: rząd Generalnego Gubernatorstwa, strukturę organizacyjną nazistowskich obozów koncentracyjnych, Ukraińską Powstańczą Armię (UPA) oraz organizację Selbstschutz . Nowelizacja w zmienionym art. 5 wprowadziła też zasadę, zgodnie z którą działanie lub zaniechanie pod wpływem groźby, rozkazu lub nakazu nie zwalnia od odpowiedzialności karnej (art. 5 § 1), ale w tym przypadku sąd może zastosować nadzwyczajne złagodzenie kary ze względu na osobę sprawcy lub okoliczności czynu (art. 5 § 2) – czyli również rozwiązanie przyjęte w modelu norymberskim. Miało to o tyle istotne znaczenie, że umożliwiało orzeczenie w wyjątkowych okolicznościach innej kary niż kara śmierci za przestępstwa określone w art. 1 pkt. 1 i 2. Dekretem z 3 kwietnia 1948 r. w art. 5 do dotychczasowych §§ 1 i 2 dodano § 3, który stanowił, że przepisy zawarte w § 2 stosuje się także, jeżeli w przypadku określonym w art. 1 pkt 2 zachodzą szczególne okoliczności łagodzące. 
Wraz z wprowadzeniem Kodeksu karnego z 19 kwietnia 1969 r. weszła w życie zasada sformułowana w art. 30 § 3 tego kodeksu, zgodnie z którą za przestępstwo zagrożone karą śmierci oraz w innych wypadkach przewidzianych w ustawie można orzec karę zasadniczą dożywotniego pozbawienia wolności albo 25 lat pozbawienia wolności. W ten sposób zlikwidowano sankcję bezwzględnie oznaczoną za przestępstwa z art. 1 pkt. 1 i 2 sierpniówki przez poszerzenie katalogu kar. Po transformacji ustrojowej w Polsce, jedną z pierwszych nowelizacji Kodeksu karnego z 23 lutego 1990 r. zniesiono karę dodatkową konfiskaty mienia, która przewidziana była dotąd m.in. za przestępstwa przewidziane w sierpniówce.
Dekret sierpniowy pomyślany był jako prawo wyjątkowe, ale nie przejściowe. Kilkukrotnie nowelizowany, jako jedyny z wczesnych aktów prawa karnego Polski Ludowej, częściowo (jeden przepis – art. 1 pkt. 1) obowiązuje w Polsce do dziś, co wynika z art. 5 § 1 pkt 3 przepisów wprowadzających Kodeks karny z 6 czerwca 1997 r., a także ustawy z dnia 22 kwietnia 1964 r. w sprawie wstrzymania biegu przedawnienia do sprawców najcięższych zbrodni hitlerowskich popełnionych w okresie drugiej wojny światowej oraz uchwalonej przez Zgromadzenie Ogólne Organizacji Narodów Zjednoczonych w dniu 26 listopada 1968 r. konwencji o niestosowaniu przedawnienia wobec zbrodni wojennych i zbrodni przeciw ludzkości. Obecnie sama przynależność do organizacji wymienionych w art. 4 § 3 lub uznanych przez polskie sądy za organizacje zbrodnicze w rozumieniu art. 4 § 1 sierpniówki nie może być przedmiotem ścigania i skazania, a to ze względu na to, że utrzymany został w mocy tylko art. 1 pkt. 1 tego dekretu, co wynika z art. 3 przepisów wprowadzających Kodeks karny. Nie ma natomiast przeszkód prawnych w ściganiu i karaniu czynów stanowiących zbrodnię lub występek, w tym również popełniony przez członków SD, SS lub Gestapo, jeżeli czyn taki stanowi zbrodnię przeciwko ludzkości w rozumieniu art. 3 ustawy o Instytucie Pamięci Narodowej - Komisji Ścigania Zbrodni przeciwko Narodowi Polskiemu oraz zbrodnię przeciwko pokojowi, ludzkości lub zbrodnię wojenną, przewidzianą w przepisach Kodeksu karnego lub przez prawo międzynarodowe .
Przepisy wprowadzające Kodeks karny z 1997 r., które weszły w życie 1 września 1998 r., nakazywały w art. 13 pkt. 1 wymierzanie – w przypadku stosowania dawnych, ale wciąż obowiązujących przepisów – kary dożywotniego pozbawienia wolności zamiast kary śmierci. Wśród karnistów istnieje spór co do tego, czy owe przepisy zmieniły treść sierpniówki przez zmianę przewidzianej tam kary śmierci na dożywotnie pozbawienie wolności, czy też – pozostawiając ją w dotychczasowym brzmieniu – nakazały stosowanie kary dożywotniego pozbawienia wolności zamiast kary głównej. Przyjmując ten drugi pogląd, należy uznać, że kara śmierci w polskim systemie prawnym wciąż istnieje, na mocy dekretu z 31 sierpnia 1944.

## Praktyka orzecznicza
W praktyce dekret był wykorzystywany do ścigania i skazywania kolaborantów, szmalcowników czy osób odpowiedzialnych za współudział w Holocauście, ale także przeciwników politycznych komunistycznej władzy, którzy nie współpracowali z Niemcami: żołnierzy Armii Krajowej, Narodowych Sił Zbrojnych i innych podziemnych organizacji zbrojnych oraz działaczy cywilnych Polskiego Państwa Podziemnego. Skazywanie żołnierzy AK i działaczy politycznych Polskiego Państwa Podziemnego na podstawie tych samych przepisów, co zbrodniarzy hitlerowskich, miało dowodzić tezy komunistycznej propagandy o ich rzekomej kolaboracji z nazistami. Na podstawie przepisów sierpniówki skazano na karę śmierci w trakcie procesu, który zasługuje na miano mordu sądowego, m.in. gen. Augusta Emila Fieldorfa „Nila”, byłego zastępcę komendanta głównego AK, organizatora i dowódcę Kedywu, a w okresie powojennym dowódcę organizacji niepodległościowej „NIE”.
W wyroku komunistycznego Sądu Najwyższego z dnia 1 października 1948 r. pojawił się propagandowy, niemający oparcia w faktach historycznych pogląd, według którego Armia Krajowa była „organizacją zdradziecką, przestępczą, idącą na rękę władzy okupacyjnej państwa niemieckiego”, gdyż „stawiała sobie za zadanie zabijanie działaczy tudzież niszczenie organizacji lewicowych i demokratycznych walczących z okupantem oraz ich zwolenników”. Taka kwalifikacja miała jednak charakter oceny politycznej, dokonanej w konkretnej sprawie; nawet w okresie polskiego stalinizmu nie posunięto się do oficjalnego uznania AK za „organizację przestępczą” w rozumieniu art. 4 § 1 sierpniówki.
Według danych Wydziału Statystycznego Ministerstwa Sprawiedliwości, do dnia 1 stycznia 1948 r. na podstawie przepisów sierpniówki skazano 9463 osoby, z czego:
| Na karę śmierci                                             | 1055 |
| Na karę dożywotniego więzienia lub więzienia powyżej 10 lat | 981  |
| Na karę więzienia poniżej 10 lat                            | 7427 |